# برنساید (کنتاکی)
برنساید (به انگلیسی: Burnside) شهری در ایالت کنتاکی کشور ایالات متحده آمریکا است که جمعیت آن در سرشماری سال ۲۰۱۰ میلادی، ۶۱۱ نفر بوده‌است.